# Huancui
Der Stadtbezirk Huancui (环翠区,  Huáncuì Qū) ist ein Stadtbezirk in der ostchinesischen Provinz Shandong. Er gehört zur bezirksfreien Stadt Weihai an der Spitze der Shandong-Halbinsel. Huancui hat eine Fläche von 776,7 km² und zählt 844.310 Einwohner (Stand: Zensus 2010). Er ist Regierungssitz von Weihai.

## Administrative Gliederung
Auf Gemeindeebene setzt sich der Stadtbezirk aus acht Straßenviertel und neun Großgemeinden zusammen.